# موآی (سکوی توسعه بازی)
موآی یک سکوی توسعه و تولید بازی‌های تلفن‌های همراه می‌باشد که بر روی تمامی سکوهای رایانه‌های شخصی و تلفن‌های همراه از جمله آی‌اواس و اندروید قابل اجرا است و می‌تواند برای تمامی سیستم‌عامل‌ها و سکوهای رایانه‌های شخصی و تلفن‌های همراه فایل اجرایی تولید کند.

## بازی‌های برجسته
بازی‌های برجسته‌ای که با این موتور تولید شده‌اند.
- کریمسون: دزدان دریایی بخاری[۲][۳]

- Broken Age (Double Fine Adventure)[۴]
- The Moron Test 2
- Wolf Toss[۵]